# De äro nu förgångna
De äro nu förgångna är en psalm för reformationsdagen av Johan Ludvig Runeberg. 
Melodin är en tonsättning av Melchior Teschner från 1613 och anges i Koralbok för Nya psalmer, 1921 vara samma melodi som till psalmen Jag lyfter mina händer, vilket innebär att det är ännu flera psalmtexter som har samma melodi.

## Publicerad som
- Nr 550 i Nya psalmer 1921, tillägget till 1819 års psalmbok under rubriken "Kyrkan och nådemedlen: Reformationen".
- Nr 122 i den finlandssvenska psalmboken 1886 med inledning "Hur skole wi dig prisa" under rubriken "Om Guds församling"
- Nr 200 i den finlandssvenska psalmboken 1986 med inledning  "Hur skall vi rätt dig prisa!" under rubriken "Guds ord"